# Arnold Line
Arnold Line es un lugar designado por el censo ubicado en el condado de Lamar en el estado estadounidense de Misisipi. En el año 2010 tenía una población de 1,719 habitantes.

## Geografía
Arnold Line se encuentra ubicado en las coordenadas 31°20′6.19″N 89°22′23.29″O / 31.3350528, -89.3731361.